# Seppo Koponen
Seppo Koponen (ur. 2 listopad 1944) – fiński arachnolog.
Seppo jest specjalistą od ekologii i systematyki zwierząt przy Uniwersytecie w Turku, zajmującym się także innymi dziedzinami jak botaniką, genetyką czy geografią. Swoją fascynację arachnologią zawdzięcza swojemu nauczycielowi, Pecce Lehtinenowi. Pod koniec lat sześćdziesiątych objął stanowisko asystenta na Wydziale Zoologii, a w 1971 kuratora zbioru Muzeum Zoologicznego przy Uniwersytecie w Turku, którą to funkcję sprawował do 2011.
Opublikował ponad 300 prac naukowych poświęconych pajęczakom, w tym 150 pająkom. Część jego prac dotyczyła także owadów. Odbył liczne rosyjsko-fińskie ekspedycje badawcze w różne rejony Syberii. Swoje badania prowadził ponadto m.in. na Grenlandii, Islandii, Spitsbergenie, Alasce, Kazachstanie i Makaronezji.
Na jego cześć nazwano taksony: Koponenius, Peyerimhoffia sepei, Seppo, Alopecosa koponeni, Amaurobius koponeni, Berlandina koponeni, Chalcoscirtus koponeni, Gnaphosa koponeni, Oreoneta sepe, Pharta koponeni, Scytodes seppoi, Seppo koponeni, Sibirocosa koponeni, Silometopuoides koponeni, Uroballus koponeni i Wabasso koponeni.